# Glossop North End AFC

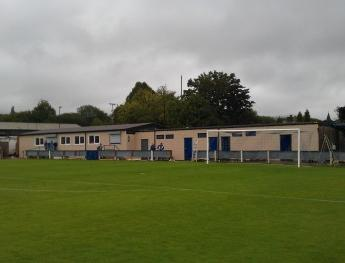
Clubhuis van Glossop North End AFC

Glossop North End is een Engelse voetbalclub uit Glossop, Derbyshire. De club werd in 1886 opgericht. In 1894 werd het een profclub. In 1898 werd de club gekozen voor de Tweede Klasse. Ze eindigden meteen tweede, wat recht gaf op een promotie naar Eerste. De club had het echter moeilijk in Eerste en degradeerde onmiddellijk terug.
In het seizoen 1908/09 haalden ze hun beste FA Cup resultaat, een kwartfinale tegen Bristol City. Door de Eerste Wereldoorlog werd de competitie stilgelegd; nadat de oorlog gedaan was keerde de club niet meer terug naar de Football League.